# مرد هوسران
مرد هوسران (انگلیسی: The Sensual Man) یک فیلم کمدی ایتالیایی به کارگردانی مارکو ویکاریو است که در سال ۱۹۷۴ منتشر شد. این فیلم اقتباسی آزاد از رمانی به همین نام اثرِ ویتالیانو برانکاتی است. این فیلم در کاتانیا و رم تصویربرداری شد.

## گزیدهٔ بازیگران
- جانکارلو جانینی
- روسانا پودستا
- ریکاردو کوچولا
- لایونل استندر
- اورنلا موتی
- گاستونه موسکین
- آدریانا آستی
- ماریان کامتل
- ویتوریو کاپریولی
- باربارا باک
- ندا آرنریچ
- دری دوریکا
- پیلار بلاسْـکِـس
- فمی بنوسی
- اومبرتو دورسی
- اُرکیده‌آ دِ سانتیس
- اورسته لیونلو
- ماریو پیسو
- آتیلیو دوتزیو
- یوجین والتر
- آنا ملیتا